# Henri Paternoster
Henri Paternóster (Etterbeek, 9 januari 1908 - Brussel, 30 september 2007) was een Belgisch schermer. 

## Levensloop
Paternóster nam tweemaal deel aan de Olympische Spelen: in 1936 en 1948. Hij nam deel in de categorie floret, zowel individueel als in team. In 1948 haalde hij er samen met Georges de Bourguignon, Raymond Bru, André van de Werve de Vorsselaer, Edouard Yves en Paul Valcke een bronzen medaille.